# Aída Bueno Sarduy
Aída Bueno Sarduy   (l'Havana), de nom complet Aída Esther Bueno Sarduy, és una antropòloga, realitzadora de cinema documental i professora universitària cubana. Ha centrat la seva investigació en els estudis postcolonials i en la teoria i crítica feminista.
És professora en diferents universitats dels Estats Units, entre les quals destaquen la New York University, la Boston University i la Stanford University. Es va especialitzar en la cultura de la diàspora africana a l'Amèrica Llatina, la cultura negra i les relacions interètniques. També investiga els processos de compravenda de les dones esclavitzades al Brasil de finals del segle xix, a l'estat de Pernambuco. També és coautora del llibre Cultos afroamericanos: dioses, orishas, santería y vudú (Ediciones Eunate, 2016).

## Publicacions
- El ocaso del liderazgo sacertotal femenino en el Xangô de Recife: la ciudad de las mujeres que no será. Director: Tomás Calvo Buezas. Universidad Complutense de Madrid.[2] (Tesi doctoral, 2015)
- Cultos afroamericanos. Dioses, Orishas, Santería y Vudú. Editores: José Ignacio Urquijo Valdivielso, Tomás Calvo Buezas. Ediciones Eunate, 2016. Cap. VIII: Vestidos para encantar a los dioses: sensualidad, belleza y erotismo en la Santería cubana y el Xangô de Recife. Pp. 291- 314. ISBN: 978-84-7768-293-6I

- Encounters Between Gods and Mortals: Mitigating the Remoteness of the Divine in Afro- Brazilian Religious Ritual. Almenara, Official Journal of the Extremadura Sociology Association (ACISE) No. 8 -2016. ISSN:1889/6286[Enllaç no actiu]

- Dressed to Charm the Gods: Sensuality, Beauty, and Eroticism in Cuban Santería and the Xangó de Recife. Afro-Hispanic Review, Volume 34, Number 1, Spring 2015, Vanderbilt University. pp. 9-24.
- Umbanda: The Power of the Fringe (review). Cuadernos Hispanoamericanos 624, June 2002. Pp. 135-137.
- Health and Immigration: Sexually transmitted diseases in immigrant women. SOCIEDAD y UTOPÍA, Revista de Ciencias Sociales, No. 16, November 2000, Departments of Political Science and Sociology, León XIII. Pp. 291-308  Arxivat 2020-07-13 a Wayback Machine..

### Documental
2019: Guillermina. Documental